# The Following
The Following es una serie de televisión de intriga estadounidense que se emitió a través de la cadena Fox durante las temporadas televisivas 2013-2015. El creador y productor ejecutivo de la serie fue Kevin Williamson. Fue producida por Outerbanks Entertainment y Warner Bros. Television.
La serie se estrenó el lunes 21 de enero de 2013 por Fox.
En España la serie fue estrenada el 29 de enero de 2013 por el canal TNT (España), posteriormente fue emitida por La Sexta los miércoles desde el 15 de mayo de 2013 
En Latinoamérica fue estrenada por Warner Channel a partir del 21 de febrero del 2013. 
El 4 de marzo de 2013, la serie fue renovada para una segunda temporada de 15 episodios, que fue estrenada el 19 de enero de 2014. El 7 de marzo de 2014, Fox se renovó la serie para una tercera temporada. La serie fue cancelada en 2015, terminando en la tercera temporada.

## Marco argumental
La serie sigue a un exagente de FBI que se encuentra en el centro de una red de asesinos en serie, cuando un asesino en serie diabólico usa su carisma e internet para crear la red. En Entertainment Weekly, Melissa Maerz escribió un artículo, "Purefoy interpreta a Joe Carroll, un ex profesor de universidad que enseñaba las palabras de Poe y asesinó a mujeres jóvenes en el honor del héroe gótico, hasta que fue atrapado. Desde entonces, ha pasado muchas horas conectado irregularmente en la biblioteca de la prisión, construyendo una red social de asesinos que esperan sus órdenes. Cuando la serie empieza, escapa de la pena de muerte con la ayuda de esos seguidores, y el FBI llama al ex agente Ryan Hardy (Kevin Bacon), que lo había capturado previamente, a consultas sobre el caso."

## Reparto

### Reparto principal
- Kevin Bacon es Ryan Hardy, un exagente del FBI que en el 2003 dirigió el equipo que capturó al asesino en serie Joe Carroll. Tras ser apuñalado en el corazón por Carroll, se ve obligado a llevar un marcapasos. Vuelve al servicio en el FBI después de que Joe Carroll escapara de la prisión. Hardy también ha escrito un libro sobre Joe Carroll, titulado "La poesía de un asesino."
- James Purefoy es el Dr. Joe Carroll, un exprofesor de literatura inglesa con un enfoque en el período romántico en la Universidad Winslow, y un novelista en ciernes. Creyendo, como su héroe Edgar Allan Poe, en la "locura del arte," comenzó a hacer "arte" al destripar a 14 estudiantes. En prisión, Carroll junta a un par de seguidores, que están dispuestos a asesinar, secuestrar, e incluso a sacrificarse para llevar a cabo su plan de venganza contra Ryan Hardy.
- Natalie Zea como la Dra. Claire Matthews, la exmujer de Joe Carroll, que también tuvo una relación con Ryan Hardy. Como su exmarido, es una profesora universitaria.
- Annie Parisse como Debra Parker (Temporada 1), una especialista de FBI en comportamiento de culto. Parker es llamada para dirigir la investigación de Carroll y sus seguidores.
- Shawn Ashmore como Mike Weston, un joven agente de FBI. Weston escribió su tesis sobre Joe Carroll durante su formación y ve a Ryan Hardy como un héroe. Es considerado el analista del equipo.
- Valorie Curry como Emma Hill/Denise Harris (Temporadas 1 y 2), una fan de Joe Carroll. Emma Hill conoce al Dr. Carroll en una reunión de lectura en 2003, y termina convirtiéndose en una de sus primeras seguidoras. Luego hace de niñera, Denise Harris, en la casa de la exesposa de Carroll, cuidando al hijo único de Carroll, Joey Matthews.
- Nico Tortorella como Jacob Wells/Will Wilson (Temporada 1), Jacob Wells es el amante de Emma Hill y otro de los seguidores de Carroll. Como Will Wilson, él y Billy Thomas vivían al lado de Sarah Fuller (la mujer que sobrevivió a Carroll) como una pareja gay como parte de las actividades de su culto.
- Adan Canto como Paul Torres/Billy Thomas (Temporada 1), Como Billy Thomas (con Will Wilson) vivía al lado de Sarah Fuller. Como Paul Torres tiene que compartir a Jacob con Emma, y está infeliz con la relación, a menudo referido como el "tercero en discordia".
- Kyle Catlett como Joey Matthews (Temporada 1), el hijo de Joe Carroll y Claire Matthews.
- Sam Underwood como Luke y Mark (Temporada 2), unos gemelos seguidores de Carroll.[6]
- Connie Nielsen como Lily Gray (Temporada 2), una traficante de arte en SoHo.[7]
- Jessica Stroup como Max Hardy (Temporada 2), una oficial del Departamento de policía de Nueva York y sobrina de Ryan Hardy.[8]
- Tiffany Boone como Mandy (Temporada 2).

### Recurrentes
- John Lafayette como Scott Turner (Temporada 1), un oficial de policía que participa en la investigación del culto de Carroll. Su comisión es proteger a Claire Matthews tras el secuestro de su hijo, Joey. También estuvo involucrado en la investigación que llevó a la primera detención de Carroll, y tiene una tensa relación con Ryan Hardy.
- Billy Brown como Troy Riley (Temporada 1), un agente del FBI que inicialmente ayudó a Hardy en los días posteriores a la huida de Carroll de la cárcel. Él es asesinado por uno de los seguidores de Carroll, Maggie.
- Mike Colter como Nick Donovan (Temporada 1), un agente del FBI que asume el mando del equipo tras segundo escape de Carroll de la cárcel.
- Warren Kole como Roderick (Temporada 1), un viejo amigo de Carroll y el segundo al mando de la secta. Está a cargo de las operaciones del día a día del culto en la ausencia de Carroll. Él es el sheriff de Havenport, la ciudad que alberga la base de operaciones del culto.
- Jennifer Ferrin como Molly (Temporada 1), una seguidora plantada para desarrollar una relación romántica con Ryan Hardy. El romance fracasó, pero ella sigue siendo su vecina y amiga. Se revela como una seguidora de Carroll cuyo papel es el asesinato de Ryan Hardy. En el final de temporada, ataca a Hardy y Claire, asesinando a la esposa de Carroll. Es asesinada en última instancia por Hardy tras romperle el cuello.
- Tom Lipinski como Charlie Mead (Temporada 1), miembro del culto de Carroll asignado a acechar Claire Matthews en los años después del encarcelamiento de Carroll. Finalmente se ofrece su vida a Carroll en un esfuerzo por dar sentido a su existencia.
- Valerie Cruz como Gina Méndez (Temporada 2), una agente del FBI.
- Carrie Preston como Judy (Temporada 2).